# Aeropuerto de Luena
El aeropuerto de Luena (en portugués: Aeroporto de Luena) (IATA: LUO, OACI: FNUE) es el aeropuerto de la ciudad de Luena, la capital de la Provincia de Moxico en Angola.
El sistema de radioayuda VOR-DME (Ident: VUE) y la baliza no direccional (Ident: UE) están disponibles.
El aeropuerto era anteriormente el Aeródromo de Manobra 44 (AM 44), una base aérea construida por la Fuerza Aérea Portuguesa en el año 1969. Durante la Operação Savana, fue capturado por las tropas sudafricanas, en el episodio conocido como la "batalha do Luso", sirviendo brevemente como base área para la Fuerza Aérea de Sudáfrica y para la UNITA, hasta ser recapturado por las fuerzas cubanas-angoleñas siendo entregado a la Fuerza Aérea Nacional de Angola. En la década del 2000 se transformó definitivamente en un aeropuerto civil.
Recibe el nombre Comandante Dangereux (Paulo da Silva Mungungo), uno de los militares heroes nacionales, que comandó las tropas del país durante la independencia y la guerra civil, hasta ser asesinado en 1977.

## Aerolíneas y destinos
| Aerolíneas           | Destinos |
| -------------------- | -------- |
| TAAG Angola Airlines | Luanda   |

## Instalaciones
El aeropuerto tiene una pequeña y moderna terminal, construida en 2014 para reemplazar a la vieja terminal. La torre de control está ahora localizada junto a la terminal (la torre vieja estaba sobre el edificio de la vieja terminal. Los hangares y otros edificios del aeropuerto están localizados junto al edificio principal de la terminal.